# Tonfrequentes Übertragungssystem
Ein Tonfrequentes Übertragungssystem (TUS) wird verwendet, um Alarmmeldungen automatisch an die jeweilige Alarmzentrale weiterzuleiten. Es entstand schon in den 1970er Jahren, wird aber auch heute noch verwendet.
Notwendig ist dazu nur ein analoger oder ein ISDN-Telefonanschluss. Verwendet wird er zum Beispiel, um Einbruchmeldeanlagen direkt mit der Polizei oder Brandmeldeanlagen mit der Feuerwehr zu verbinden.
Ein Alarm wird über die Telefonleitung übertragen, unabhängig davon, ob die Leitung frei oder besetzt ist. Außerdem ist eine dauernde Überprüfung der Leitungen gewährleistet, was einen zusätzlichen Vorteil für den Telefonkunden darstellt.
In Österreich kann die Behörde einer Firma oder einer Institution im Zuge des Genehmigungsverfahrens einen TUS-Anschluss vorschreiben.
Die Technik hat sich heute zwar geändert. Da die Bezeichnung TUS aber innerhalb der Feuerwehr geläufig ist, steht sie heute für Telemetrie und Sicherheit